# Pingpu-Völker

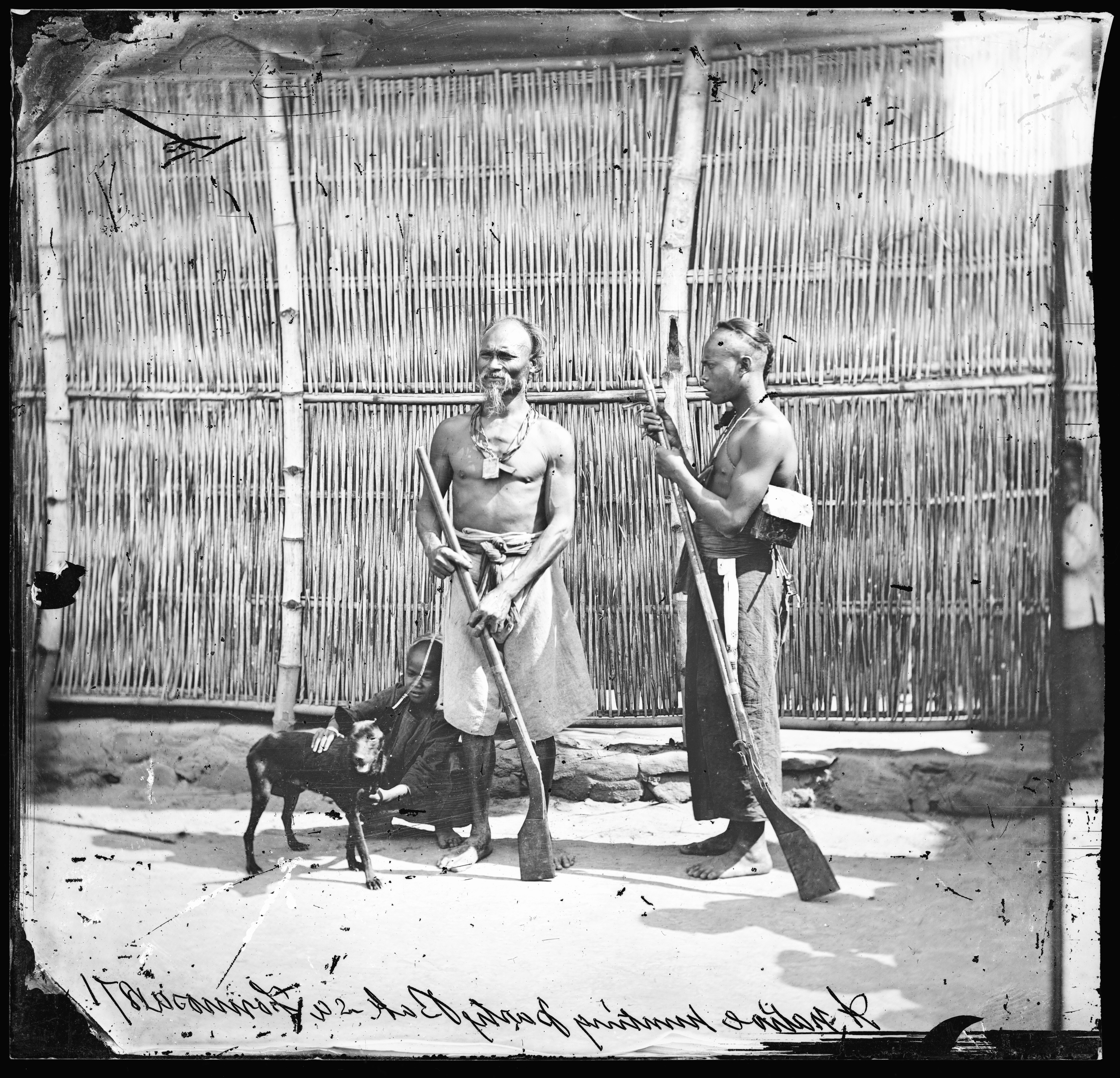
Jäger in Muzha, Taipeh, 1871

Als Pingpu-Völker („Flachlandvölker“, chinesisch: 平埔族 Píngpǔzú; taiwanisch: Pêⁿ-po͘-cho̍k) werden in Taiwan die Ureinwohnervölker bezeichnet, deren ursprüngliches Siedlungsgebiet in den nördlichen, westlichen und südlichen Ebenen der Insel Taiwan lag. Infolge jahrhundertelanger Einwanderung von Han-Chinesen wurden diese Völker aus ihren angestammten Gebieten verdrängt. Ihre Kultur und Sprache oder gar die Völker selbst sind zum Teil verschwunden oder in der Mehrheitsbevölkerung der Han-Taiwaner aufgegangen. Dennoch existieren bis heute einige Pingpu-Völker, die um den Erhalt ihrer Identität und um Anerkennung bestrebt sind. Seit 2016 werden sie offiziell als eine Unterkategorie der indigenen Völker Taiwans anerkannt.

## Geschichte

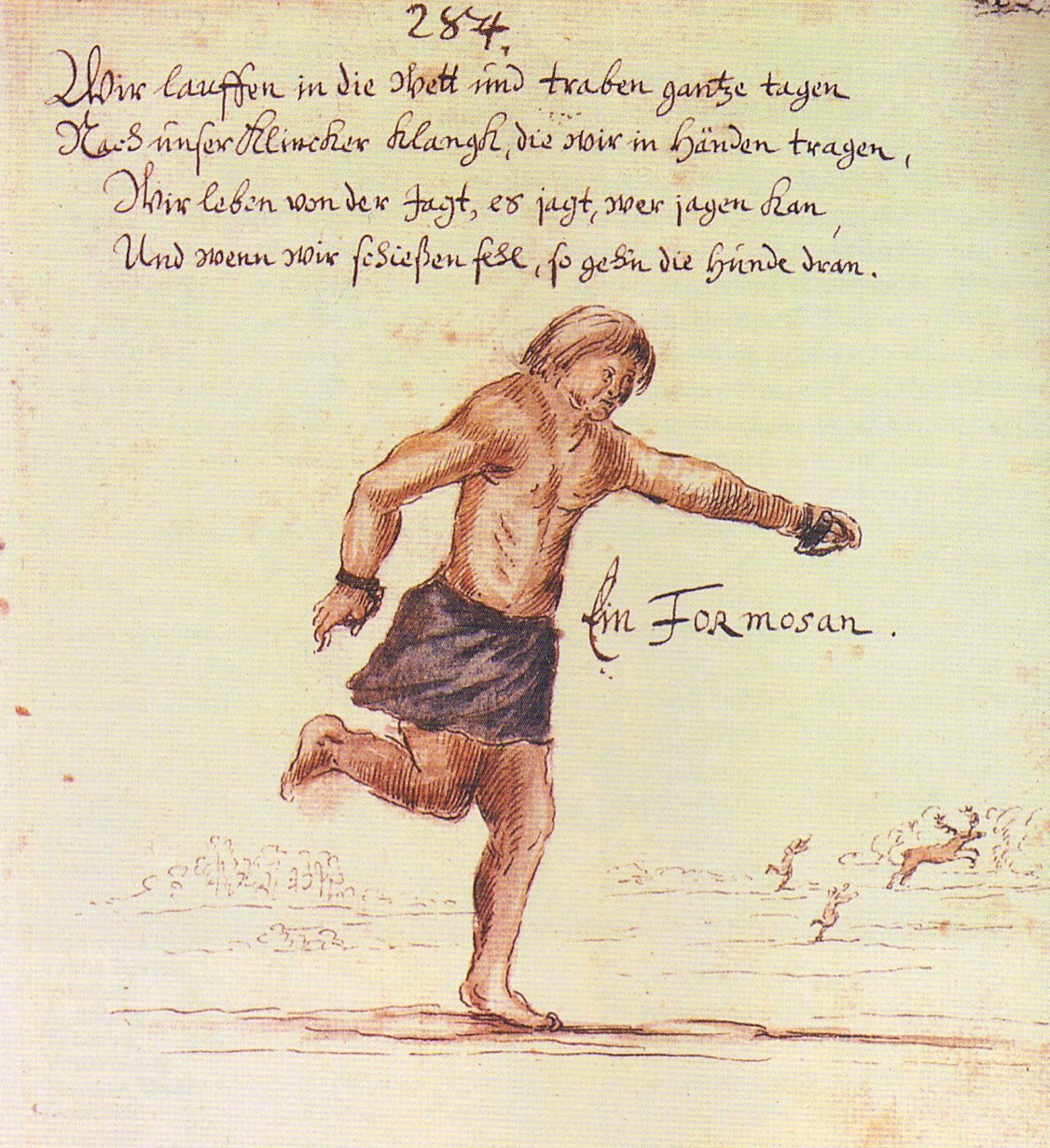
Ein taiwanischer Ureinwohner, von Caspar Schmalkalden um 1650

Wie alle indigenen Völker Taiwans gehören auch die Pingpu-Völker zu den austronesischen Völkern. Erste umfassende Beschreibungen taiwanischer Ureinwohner gehen auf die Zeit der niederländischen Kolonisierung Südtaiwans zurück. Niederländische Missionare begannen mit der Verschriftlichung einiger Ureinwohnersprachen wie z. B. der Sprache der Siraya. Diese Aufzeichnungen sind wichtige und zuweilen auch die einzigen Quellen zur Erforschung oder Rekonstruktion mancher Sprachen. Die Pingpu-Völker betrieben Landwirtschaft, Jagd und Fischfang. Schwerpunkt ihrer Religion war zumeist die Ahnenverehrung, viele ihrer Gemeinschaften waren matrilinear organisiert.
Die an geografischen Kriterien orientierte Einteilung in "Pingpuzu (平埔族, Flachlandvölker)" und "Gaoshanzu (高山族, Bergvölker)" stammt aus der Zeit der chinesischen Qing-Herrschaft (1683–1895). Daneben wurden die indigenen Völker je nach ihrem vermeintlichen Zivilisierungsgrad in "Shoufan (熟番, zivilisierte Ureinwohner)" und "Shengfan (生番, unzivilisierte Ureinwohner) unterschieden. Da die Pingpu-Völker weitaus früher und intensiver mit der chinesischen Kultur in Kontakt kamen als die Völker der abgelegenen Berge, fielen sie fast völlig unter die Kategorie Shoufan. Die Größe der Pingpu-Bevölkerung vor der Ankunft fremder Kolonisatoren ist schwer zu schätzen. Das taiwanische Komitee für indigene Völker spricht von 40–60.000 Menschen, doch angesichts niederländischer Aufzeichnungen, die von Siraya-Dörfern mit bis zu 1.500 Einwohnern berichten, könnte die Zahl viel höher gewesen sein. Andrade (2008) geht zur Zeit der Ankunft der Niederländer für ganz Taiwan von einer Einwohnerzahl von 100.000 aus.

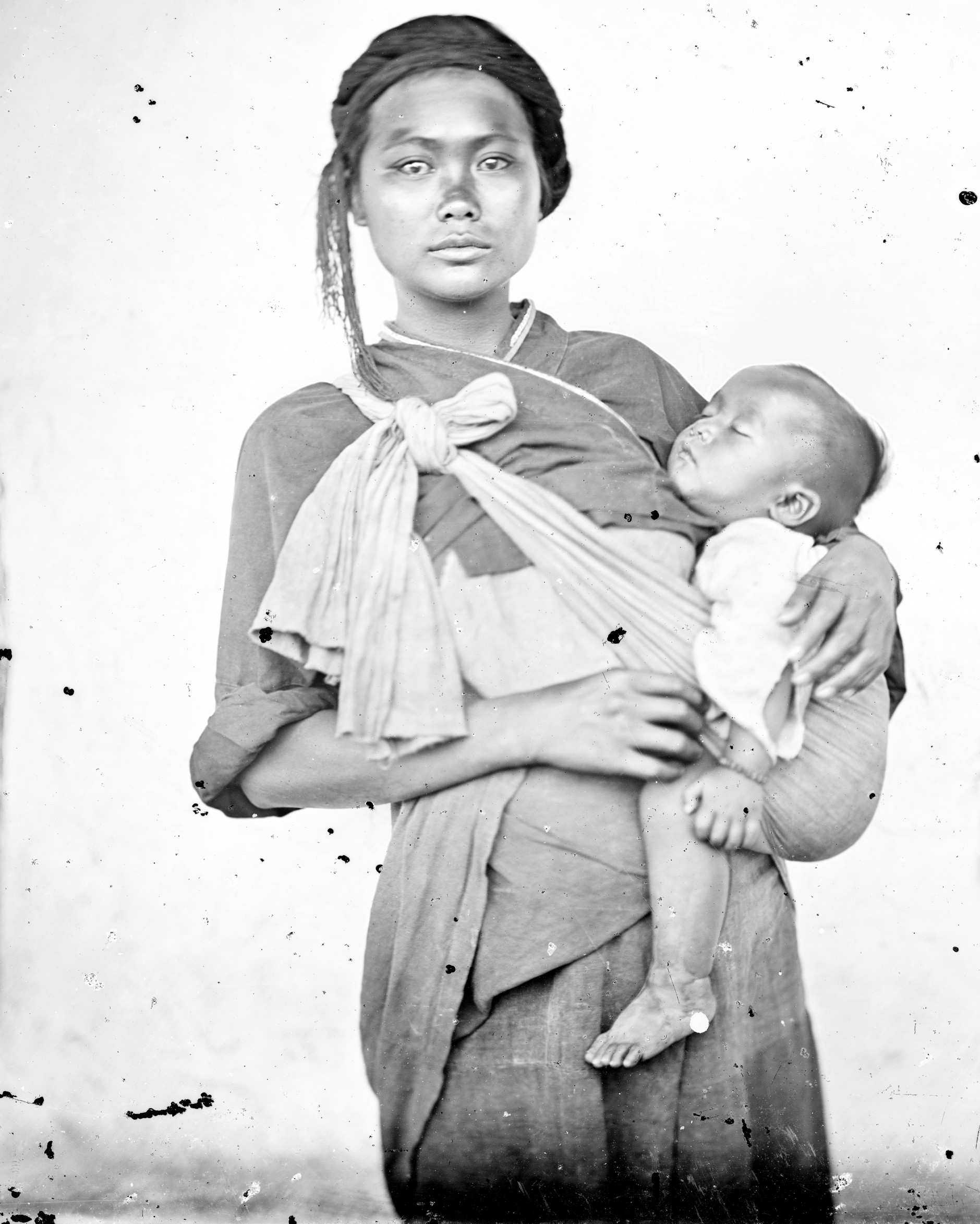
Frau mit Kind in Muzha, Taipeh, 1871

Während der japanischen Kolonialzeit (1895–1945) wurde die Unterscheidung in Shoufan (japanisch: Jukuban) und Shengfan (Seiban) übernommen. Die indigenen Völker Taiwans wurden erstmals ethnographisch erforscht. Die heutige Einteilung der Völker folgt weitgehend immer noch der damaligen Klassifizierung durch japanische Ethnographen, mit Modifikationen, die im Lauf der Zeit vorgenommen wurden und immer noch werden.
Während der japanischen Herrschaft wurden auch die ersten modernen Volkszählungen auf Taiwan durchgeführt und dabei die Zahl der „zivilisierten Ureinwohner“ nach Verwaltungseinheit ermittelt. Im Jahr 1905 wurden 46.432 Menschen dieser Bevölkerungsgruppe gezählt, 1935 waren es 57.812. Die Erhebungen ergaben zudem erstmals ein genaueres Bild der geographischen Verteilung der Pingpu-Völker. Diese Daten sind bis heute von Bedeutung, weil die Kuomintang-Regierung zu Beginn ihrer Kontrolle über Taiwan im Jahr 1945 den Status der „zivilisierten Ureinwohner“ abschaffte und damit keine Bestimmung ihrer Zahl und Siedlungsgebiete mehr vorgenommen wurde. Der behördliche Nachweis der Abstammung von einem Pingpu-Volk ist heute oft nur durch Rückgriff auf die japanischen Register möglich.
Die jahrhundertelange Einwanderung chinesischer Siedler führte zur weitgehenden Sinisierung der Pingpu-Völker oder zur Abwanderung in andere Siedlungsgebiete. Um Konflikte zwischen Siedlern und Ureinwohnern zu vermeiden, aber auch um letztere zu schützen, wurden einige Völker sowohl von den chinesischen als auch den japanischen Behörden zur Übersiedlung ins zentraltaiwanische Puli ermutigt. Aus diesem Grund ist Puli heute ein Siedlungszentrum verschiedener, vor allem kleinerer Pingpu-Völker.

## Bedeutende Pingpu-Völker

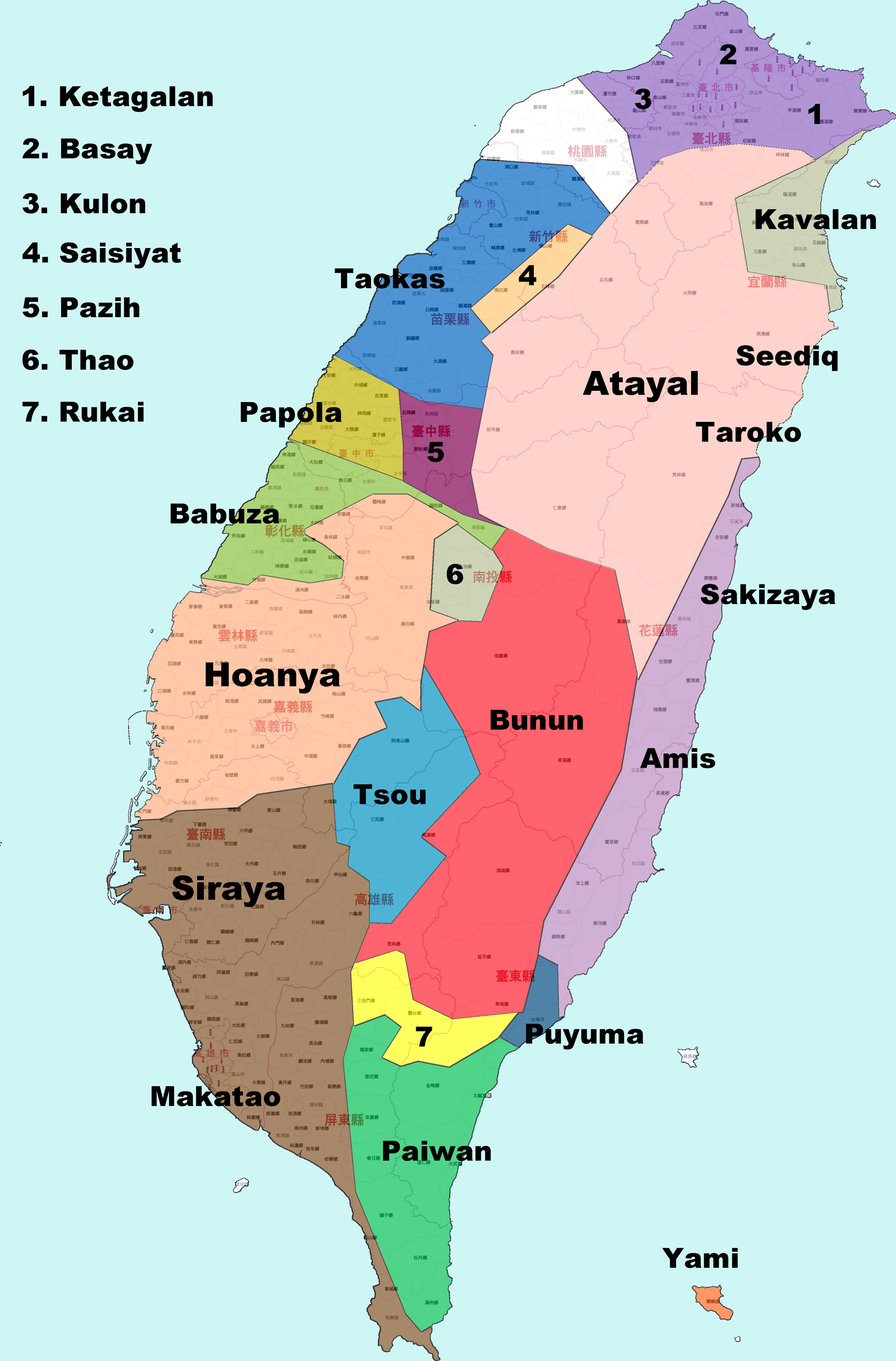
Ureinwohnervölker (Pingpu und Gaoshan) und ihre ursprünglichen Siedlungsgebiete

Obwohl die Einteilung der Pingpu-Völker je nach Wissenschaftler variiert und ihre Abgrenzung voneinander manchmal schwer ist, werden heute im Wesentlichen folgende Völker unterscheiden:
- Die Babuza (chinesisch: 巴布薩 Bābùsà) lebten früher nahe der Westküste auf der Changhua-Ebene (heute: Landkreis Changhua) zwischen dem Dadu-Fluss im Norden und dem Zhuoshui-Fluss im Süden. Zusammen mit Nachbarstämmen bildeten sie bis ins 18. Jahrhundert hinein das Königreich Middag (chinesisch 大肚王國 Dadu wangguo), das häufig kriegerische Auseinandersetzungen mit den Niederländern und Han-Chinesen führte. Nach dem Zerfall des Königreichs siedelten die Babuza unter dem Druck chinesischer Siedler nach Zentraltaiwan über, wo sie heute meistenteils in Puli zu finden sind.

- Unter der Volksbezeichnung Hoanya (洪雅 Hóngyǎ) wurden in der Vergangenheit die miteinander verwandten Völker der Hoanya, Lloa (羅亞 Luóyà) und der Arikun (阿立昆 Ālìkūn) zusammengefasst. Ihr Siedlungsgebiet erstreckte sich vom mitteltaiwanischen Wufeng (Taichung) südwärts bis nach Xinying im heutigen Tainan. Ihre Kultur und Sprache sind fast völlig in der han-taiwanischen Gesellschaft aufgegangen. Lediglich im zentraltaiwanischen Puli gibt es noch Menschen, die sich als Angehörige dieser Völker identifizieren. Während sich viele von ihnen als Hoanya bezeichnen, betonen manche Angehörige der Lloa und Arikun ihre Eigenständigkeit und bestreiten, dass es in der Vergangenheit ein Volk namens Hoanya gegeben habe.[5][6]

- Die Kavalan (噶瑪蘭 Gámǎlán) lebten bis ins späte 19. Jahrhundert hinein hauptsächlich in etwa vierzig Dörfern entlang des Lanyang-Flusses auf der Lanyang-Ebene im Nordosten Taiwans. Infolge des Drucks durch han-chinesische Einwanderer und von bewaffneten Konflikten mit ihnen wurden sie nach Süden verdrängt und leben heute zumeist in den Landkreisen Hualien und Taitung. Sie gehören zu den 16 offiziell anerkannten indigenen Völkern Taiwans.

- Die Ketagalan (凱達格蘭 Kăidágélán) siedelten in den nördlichen und nordwestlichen Küstengebieten sowie im Taipeh-Becken. Infolge der umfangreichen Einwanderung chinesischer Siedler im 18. und 19. Jahrhundert sinisierten sie sich und gingen in den Han-Taiwanern auf. Ihre untergegangene Sprache hat in einigen Ortsnamen Nordtaiwans Spuren hinterlassen.

- Die Makatao (馬卡道 Mǎkǎdào) sind mit den Siraya verwandt und wurden früher zu ihnen gezählt. Ihr Siedlungsgebiet reichte von der Jianan-Ebene über den westlichen Teil des heutigen Kaohsiung bis in den Norden von Pingtung. Aufgrund der chinesischen Einwanderung wurden sie in Richtung der südlichen Ausläufer des Taiwanischen Zentralgebirges abgedrängt und gingen weitgehend in der han-taiwanischen Gesellschaft auf. Während ihre Sprache untergegangen ist, bemühen sich die Makatao heute um eine Wiederbelebung ihrer Kultur. Ein Zentrum ist Gaoshu im Landkreis Pingtung.

- Die Papora (巴布拉 Bābùlā) lebten früher nahe der Westküste auf dem Gebiet der heute zur Stadt Taichung gehörenden Bezirke Shalu, Qingshui und Wuqi. Nach dem Zerfall des Königreichs Middag wurden die Papora aufgerieben und verdrängt und leben heute zumeist im zentraltaiwanischen Puli. Ihre Zahl wurde im Jahr 2016 auf etwa 300 geschätzt.[7]

- Die Pazeh (巴宰 Bāzǎi) lebten ursprünglich im Taichung-Becken auf dem Gebiet der heutigen Bezirke Fengyuan, Houli und Shengang. Infolge des Drucks durch chinesische Einwanderung zogen sie nach Puli im Landkreis Nantou, wo das Dorf Ailan ihr Siedlungszentrum bildet. Die Sprache Pazeh ist als Muttersprache ausgestorben, doch bemüht man sich in jüngerer Zeit um ihre Wiederbelebung. Zudem streben die Pazeh den Status eines offiziell anerkannten indigenen Volks an. Die Kaxabu, die traditionell zu den Pazeh gezählt wurden, sehen sich als eigenständig und streben ihrerseits nach Anerkennung.

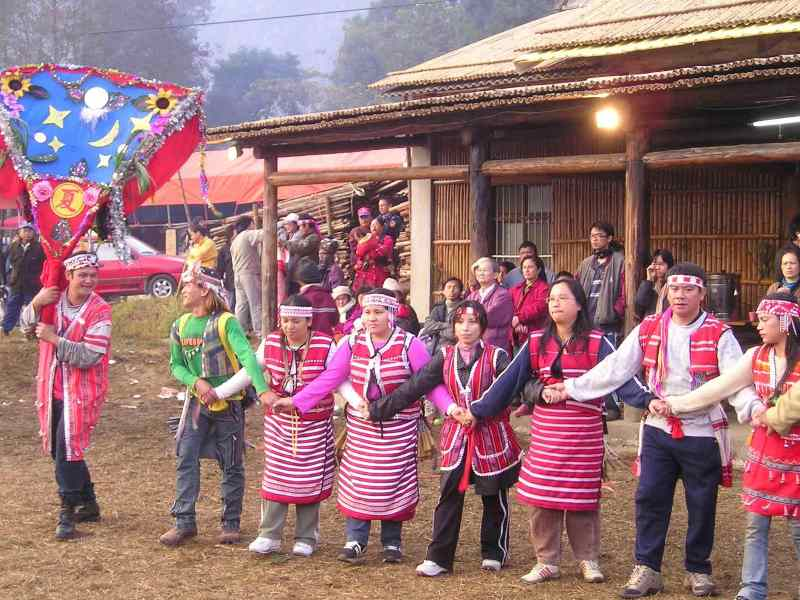
Pas-ta'ai-Fest (Saisiyat)

- Die Saisiyat (賽夏 Sàixià) leben bis heute in den höhergelegenen Gebieten zwischen den Landkreisen Hsinchu und Miaoli. Sie sind eines der 16 offiziell anerkannten indigenen Völker Taiwans und berühmt für das Fest Pas-ta'ai, das als eines der wenigen indigenen Feste der Insel gilt, das über die Jahrhunderte hinweg trotz äußerer Einflüsse und Modernisierung ununterbrochen gefeiert wurde.[8] Ihre schon fast verschwundene Sprache wird heute wiederbelebt.

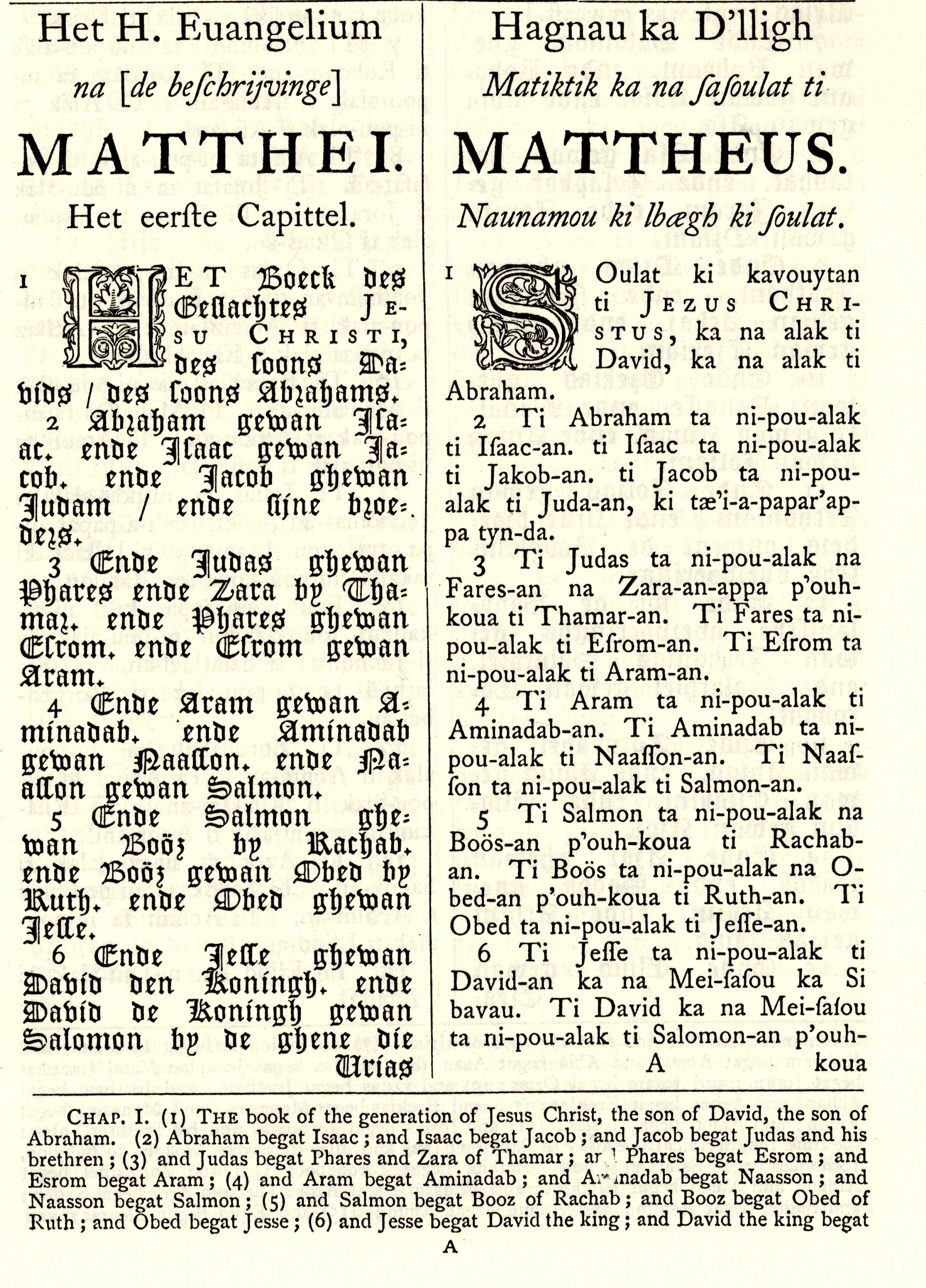
Anfang des Matthäus-Evangeliums niederländisch-Siraya (Taivoan)-englisch

- Die Siraya (西拉雅 Xīlāyǎ) und die früher zu ihnen gezählten Taivoan waren durch den Kontakt mit den Niederländern im 17. Jahrhundert die ersten historisch erfassten indigenen Völker Taiwans. Die Siraya lebten im Wesentlichen in der Jianan-Ebene im Gebiet der heutigen Stadt Tainan. Ihre Sprache wurde von niederländischen Missionaren verschriftlicht, die Teile der Bibel ins Siraya bzw. Taivoan übersetzten. Die kontinuierliche Einwanderung chinesischer Siedler über Jahrhunderte hinweg führte zu einer fast völligen Sinisierung der Siraya und zum Aussterben ihrer Sprache. Dennoch identifizieren sich auch heute noch Menschen als Siraya, mit dem Schwerpunkt im Bezirk Xinhua (Tainan). Seit Beginn des 21. Jahrhunderts werden Versuche zur Rekonstruktion und Wiederbelebung der Siraya-Sprache unternommen.

- Die Taivoan (大武壠 Dàwǔlǒng), auch Tavorlong oder Tevorangh, lebten ursprünglich im Süden des heutigen Tainan. Auf ihren Namen bzw. eine ihrer Siedlungen namens Taiouwang an der Küste von Anping soll der später die ganze Insel bezeichnende Name Taiwan zurückgehen. Die Taivoan wurden lange zu den Siraya gerechnet. Durch die chinesische Einwanderung wurden die Taivoan in Richtung der zentraltaiwanischen Berge verdrängt und leben heute verstreut. Zwei bedeutende Siedlungszentren sind Baihe im nördlichen Tainan und Jiaxian in Kaohsiung, aber es finden sich auch Siedlungen in den Landkreisen Hualien und Taitung. Die Sprache der Taivoan ist ausgestorben, doch ist sie u. a. durch Aufzeichnungen der Niederländer dokumentiert.

- Die Taokas (道卡斯 Dàokǎsī) lebten nahe der westtaiwanischen Küste im Gebiet zwischen den Flüssen Fengshan und Dajia in den heutigen Landkreisen Hsinchu und Miaoli sowie dem Gebiet des heutigen Taichung. Sie wurden infolge der chinesischen Einwanderung weitgehend sinisiert oder siedelten nach Puli um. Ihre Sprache ist bis auf einzelne Lehnwörter ausgestorben, doch gibt es in jüngerer Zeit Bestrebungen um ihre Rekonstruktion und Wiederbelebung. Im Juli 2024 beantragten die Taokas ihre offizielle Anerkennung als indigenes Volk Taiwans.

## Heutige Situation

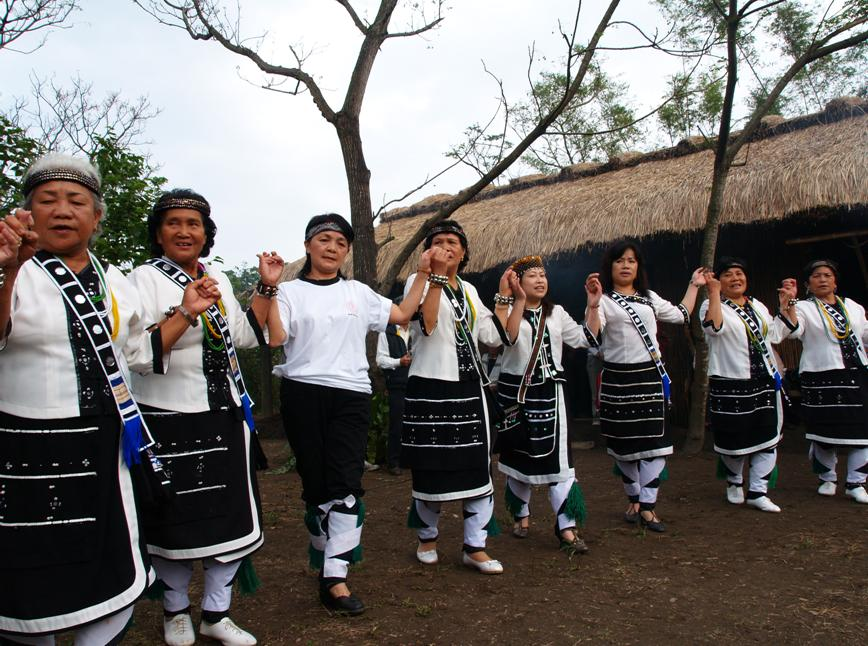
Kavalan-Frauen

Im Zuge der Demokratisierung Taiwans Ende des 20. Jahrhunderts fanden eine Abkehr von der jahrzehntelang durch die Kuomintang-Diktatur betriebenen Sinisierungspolitik und eine Rückbesinnung auf die lokale Geschichte und Kultur Taiwans statt. Indigene Völker erfahren heute mehr Wertschätzung und mehr und mehr Taiwaner besinnen sich mit Stolz auf ihre indigene Herkunft und Identität. Dies ist für Angehörige der Pingpu-Völker schwerer als für die ehemals als Bergvölker bezeichneten Ureinwohner im Osten Taiwans, da Erstere im Lauf der Jahrhunderte viel stärker von der han-taiwanischen Mehrheitsgesellschaft assimiliert wurden. Zudem ist die (freiwillige) Registrierung als Angehöriger eines Pingpu-Volks erst seit 2016 möglich, als diese Völker offiziell als Unterkategorie der indigenen Völker Taiwans anerkannt wurden. Diese Gründe führen dazu, dass unter den 16 offiziell anerkannten Ureinwohnervölkern Taiwans mit den Kevalan und Saisiyat nur zwei Pingpu-Völker sind (Stand 2024) und die Zahl der Angehörigen aller Pingpu-Völker immer noch schwer festzumachen ist. Schätzungen reichen in der Regel von mehreren zehntausend über etwa 200.000 bis hin zu über 500.000 Menschen.
Taiwanische Bürger können sich als Ureinwohner registrieren lassen, wenn sie ihre Abstammung nachweisen können. Im Fall der Pingpu-Völker geschieht das häufig unter Rückgriff auf die letzten amtlichen Registrierungen von Angehörigen dieser Völker während der japanischen Kolonialzeit. Die Renaissance von Identität, Kultur und Sprache der Pingpu-Völker ist ein dynamischer Prozess.